# 巫山黄耆
巫山黄耆（学名：Astragalus wushanicus）为豆科黄芪属的植物，是中国的特有植物。分布在中国大陆的四川等地，见于崖壁石隙中，目前尚未由人工引种栽培。